# Alduino Filangieri di Candida
Alduino Filangieri di Candida (anche Aldoino o Arduino) (... – 27 dicembre 1283) fu signore di Candida, Solofra e Abriola e capostipite della famiglia Candida (ramo Filangieri di Candida della famiglia Filangieri).

## Biografia
Di lui si hanno le prime notizie nel 1250, quando compare in un atto, in qualità di testimone, insieme al fratello Lotterio I Filangieri (che si distinguerà in seguito col nome di Lotterio Filangieri di Senerchia).
Erano entrambi figli di Giordano II Filangieri (1195-220 - 1259 circa), maresciallo del Regno di Sicilia e nel 1239 capitano di Calabria e Sicilia. Giordano aveva sposato nel 1234 la sorella (di cui non si conosce il nome) del conte Alduino, conte di Ischia Maggiore e Geraci, ricevendone in dote i feudi di Candida e Lapio. Giordano era quindi cognato di Andrea Cicala, che aveva sposato un'altra sorella di Aldoino di Ischia. 
Nel 1269, Aldoino divenne 1º signore di Candida ed ebbe i feudi di Lapio, Arianiello e Sorbo, 
Nel settembre del 1282, Alduino Filangieri fu investito da Carlo d'Angiò della carica di Giustiziere di Terra di Bari, incarico che tenne nei pochi mesi che lo separarono dalla morte. Nell'ultimo scorcio del 1283, suo fratello Lotterio lo affiancò per breve tempo nel Giustizierato di Bari. 
Nel novembre 1283 fu anche nominato magister rationalis della corte angioina, un incarico che non poté mai assumere per la morte intervenuta il mese successivo.
In seguito al matrimonio nel 1250 con Giordana Sanseverino di Tricarico (?-1297) figlia di Giacomo Sanseverino, Conte di Tricarico e discendente di Trogisio, soldato normanno e fratello di Angerio, estese i suoi domini divenendo Signore di Solofra e Abriola. Dal padre aveva invece ricevuto il feudo di Candida, portato in dote da sua madre. Aldoino ebbe nove figli: Sinfredina, Angela, Riccardo, Olimpia, Palermo, Tommaso, Giordano, Ruggiero ed Enrico. Quest'ultimo era figlio naturale e fu condotto alla vita consacrata. Sinfredina sposò nel maggio 1269 Pietro Capece Galeota, signore di Serpico e patrizio napoletano, Angela nel 1308 andò in sposa a Bernardo Caracciolo e Olimpia a Simone del Tufo. Palermo è ricordato in un documento del 1271 quale milite, mentre Giordano, morto dopo il 1344 a Benevento, diede origine al ramo dei Filangieri di Benevento e Lucera. Adamo, morto nel 1284 sposò nel novembre 1283 Renza o Neura, figlia di Angelo II della Marra.
Alduino morì nel 1283 e gli successe il figlio Riccardo Filangieri (†1321), che dopo aver pagato il relevio entrò in possesso dei feudi paterni nel 1284, divenendo 2º signore di Candida. Riccardo sposò Francesca Marra ed ebbe cinque figli: Filippo, Martuccio, Costanza, Giovanna e Giordano.